# هرمان دانرز
هرمان دانرز (انگلیسی: Herman Donners; ۵ اوت ۱۸۸۸ – ۱ ژانویهٔ ۱۹۱۵) شناگر، و بازیکن واترپلو اهل بلژیک بود.